# Claymore (groupe)
Pour les articles homonymes, voir Claymore.
Claymore est un groupe de rock australien aux fortes influences celtiques.

## Biographie
William Hutton fonde le groupe en 1977 en Écosse, alors qu'il est à l'université, avec Richard Gibbons. Il part vivre ensuite en Australie avec sa femme en 1984. Hutton y fait alors la connaissance des musiciens australiens Grant et Craig Scroggie, Michael Doyle, Lindsay Hodgson et Mick Mills.
Claymore a été l'invité de plusieurs festivals tels que le Port Fairy Folk Festival (en) et le Festival interceltique de Lorient.

## Style
Selon Hutton, même si leur musique « est moderne et très rock, elle reste traditionnelle. Il y a beaucoup d'instruments : batterie, guitare, mandoline, didgeridoo ». Leurs chansons s'inspirent notamment de la vie quotidienne et de l'actualité politique. Claymore a pour influences musicales principales les groupes trad comme The Corries, The Tannahill Weavers, Capercaillie RunRig, et les premiers groupes de rock progressif comme Genesis et Yes.